# Nuestra Señora del Rosario de Baruta
Nuestra Señora del Rosario de Baruta ou simplesmente Baruta é uma cidade da Venezuela localizada no estado de Miranda. Baruta é a capital do município de Baruta.